# 琉球大学博物館（風樹館）
琉球大学博物館（風樹館）（りゅうきゅうだいがくはくぶつかん〈ふうじゅかん〉、英：Ryukyu University Museum(Fujukan)）は、沖縄県中頭郡西原町にある琉球大学附属の大学博物館。
首里城の日時計の遺跡や藁算（ワラザン）の標本などの自然系標本や文化的遺物を含む約160,000点のコレクションのうち、主に沖縄の自然や文化を代表する1500点余りの標本や資料が常設展示されている。

## 歴史
1967年当時、かつて風樹館は琉球大学旧首里キャンパスにあった。
1983年、同大学が千原キャンパスに移転すると、新たな標本の保管所を建設する計画が浮上した。その後、1985年3月に竣工。コレクションの移転後、新たな風樹館が同年9月に開館した。
2015年に琉球大学附属の博物館となった。

## 出版物
- 収蔵資料目録
- 風樹館だより
- 風樹館オンラインジャーナル

## 所在地
- 沖縄県中頭郡西原町字千原1番地